# Gongora tracyana
Gongora tracyana är en orkidéart som beskrevs av Robert Allen Rolfe. Gongora tracyana ingår i släktet Gongora och familjen orkidéer. Inga underarter finns listade i Catalogue of Life.

## Bildgalleri

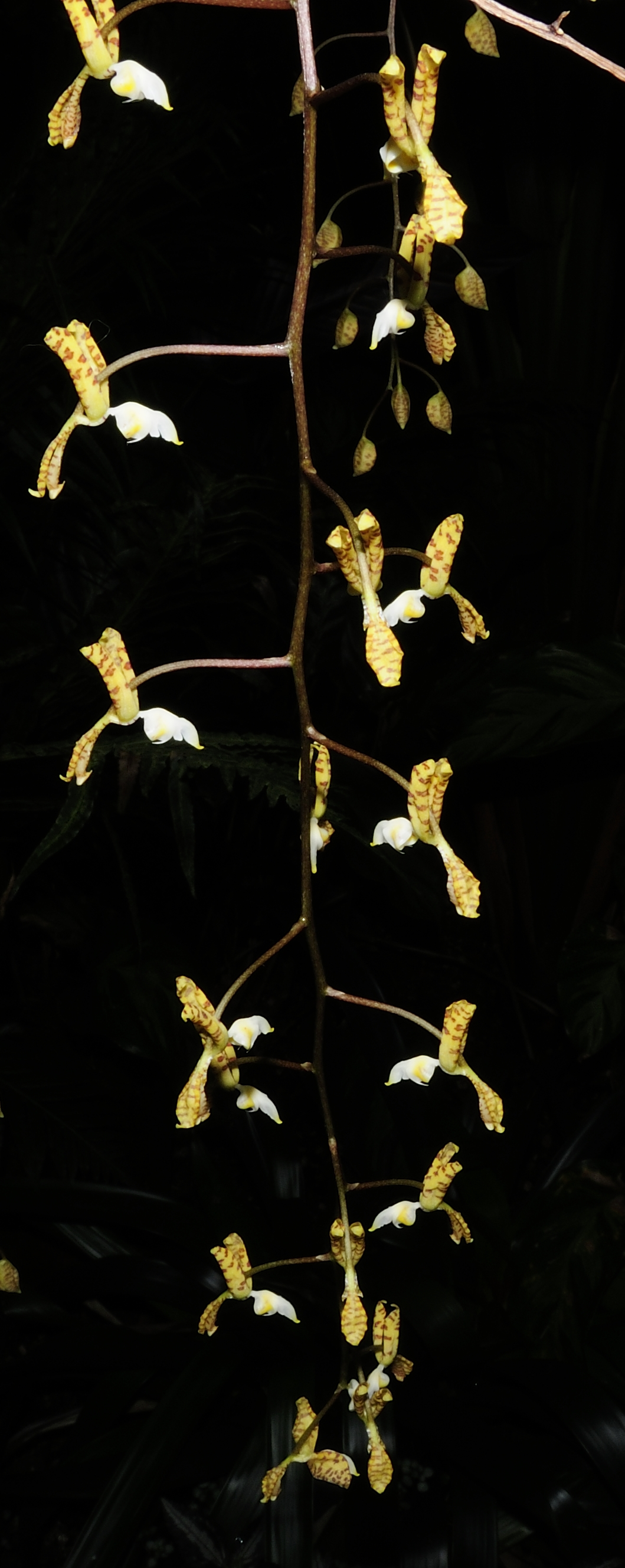
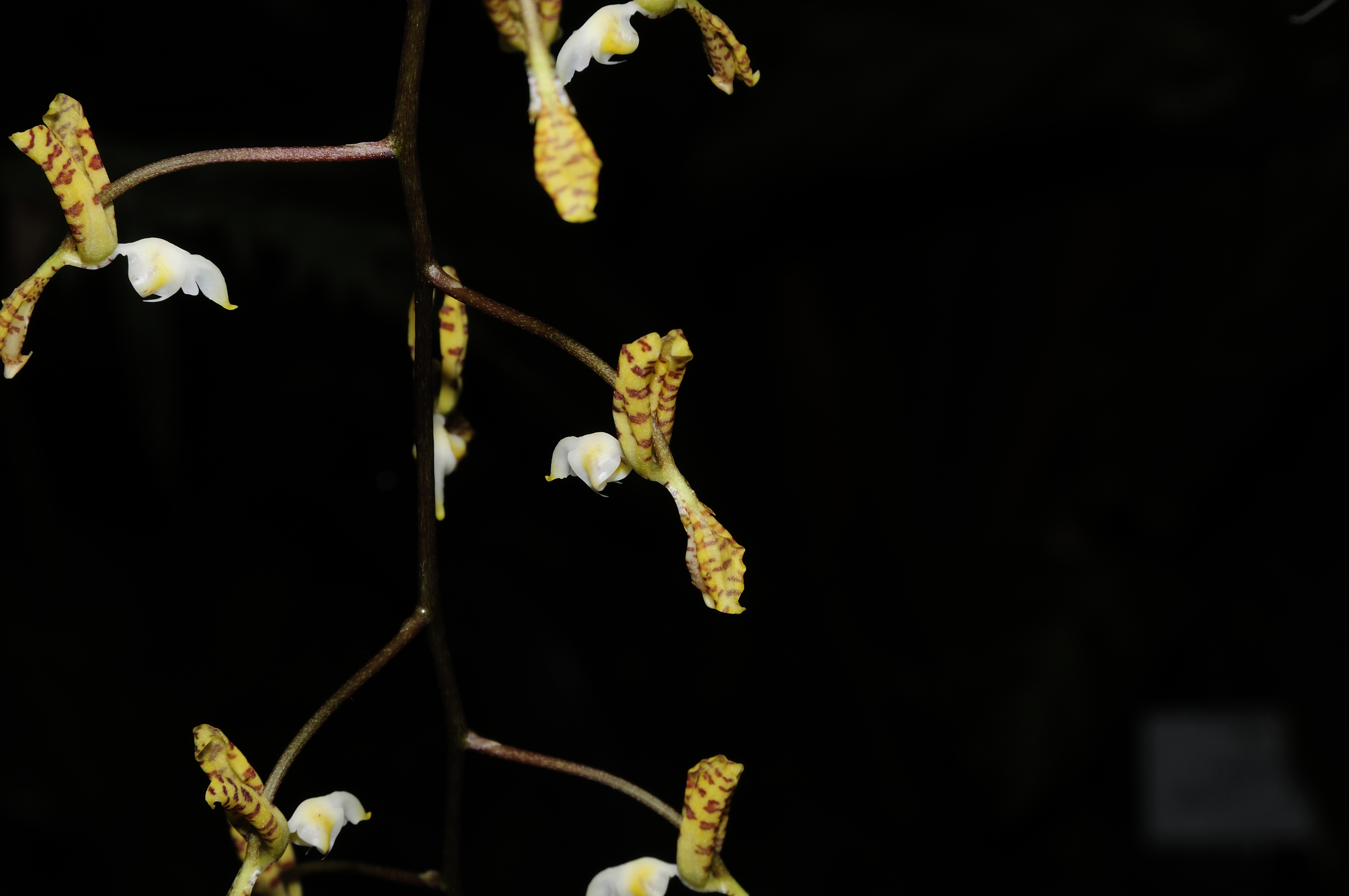
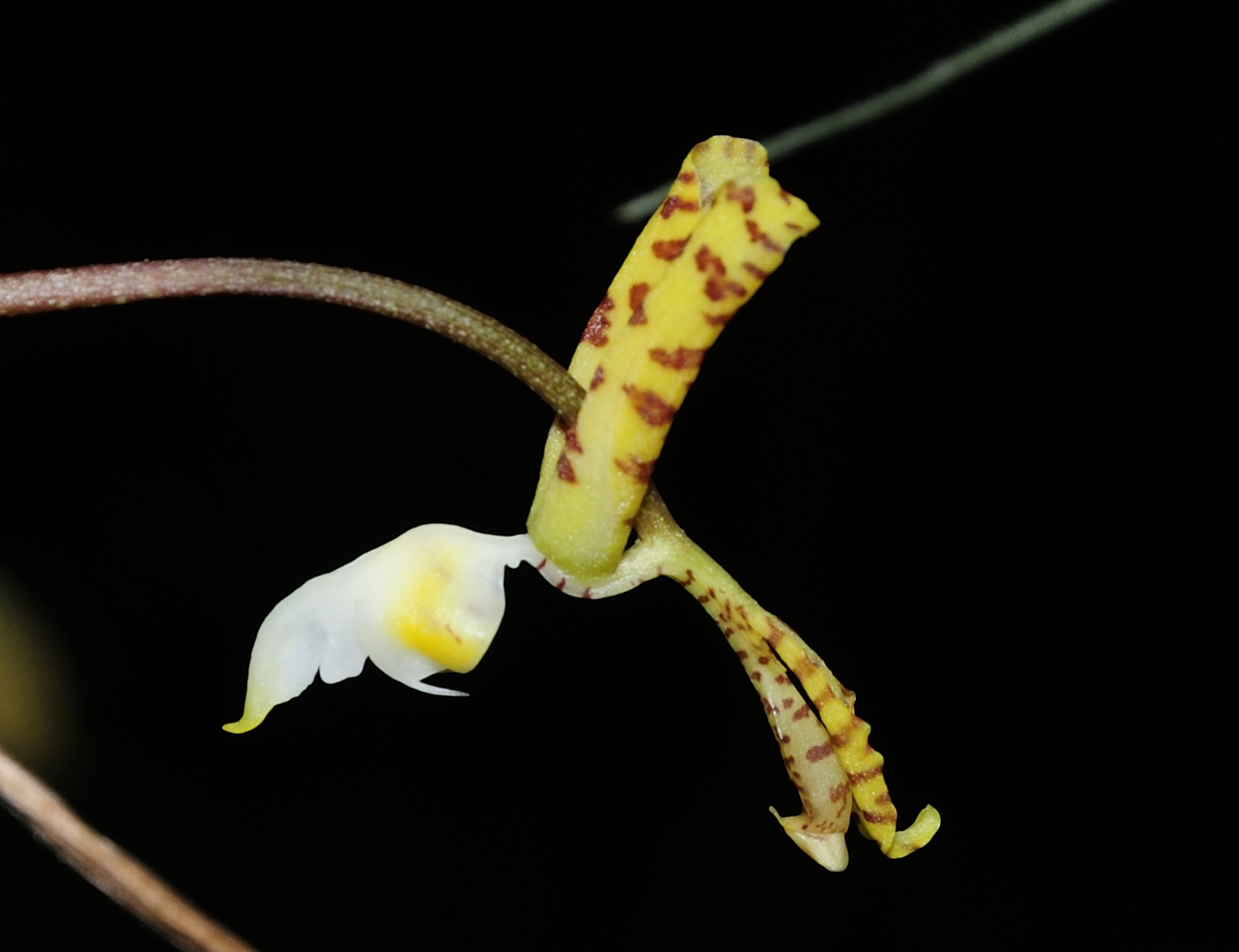